# Carduus carlinoides

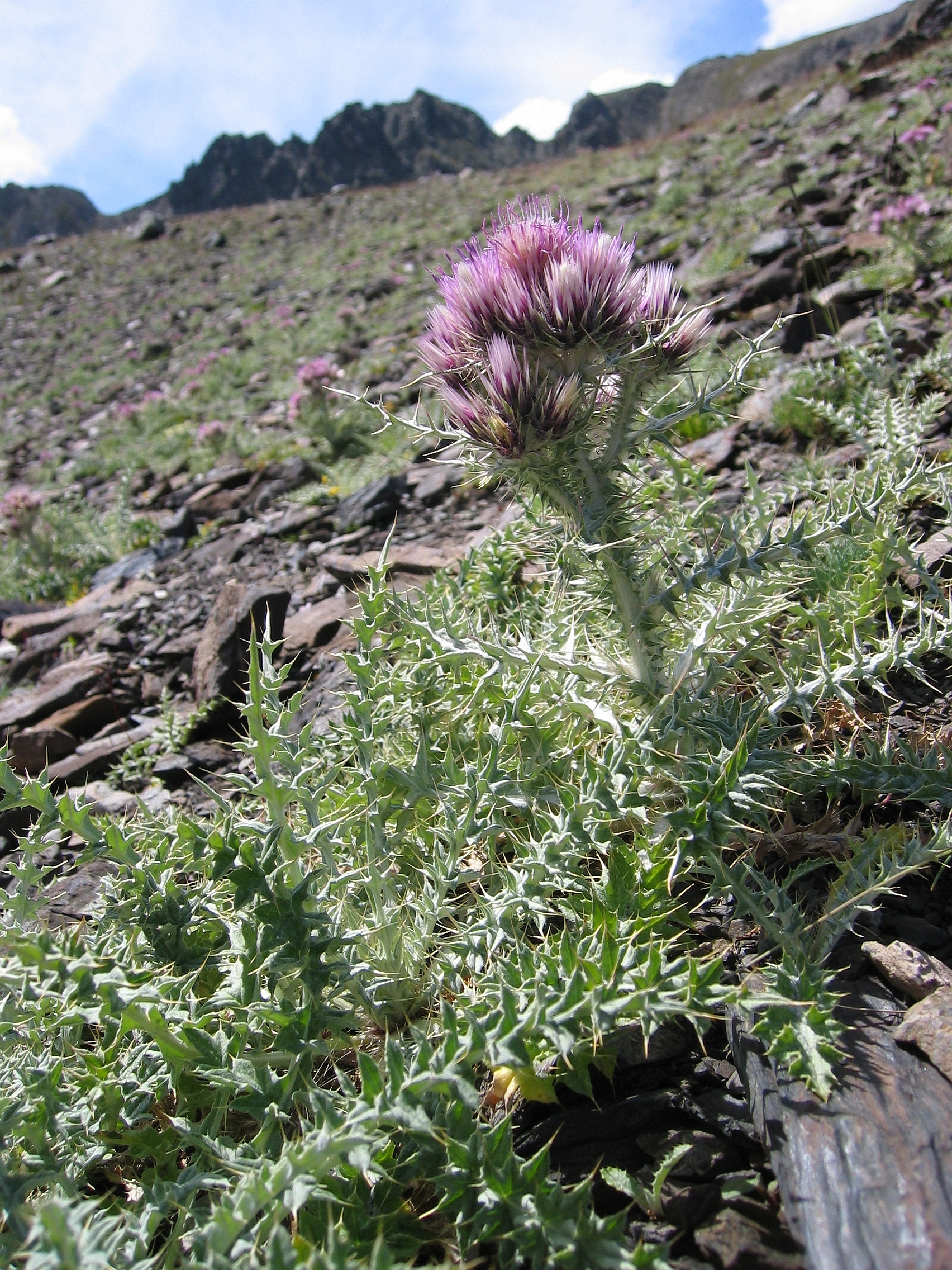
Vista general en los Pirineos

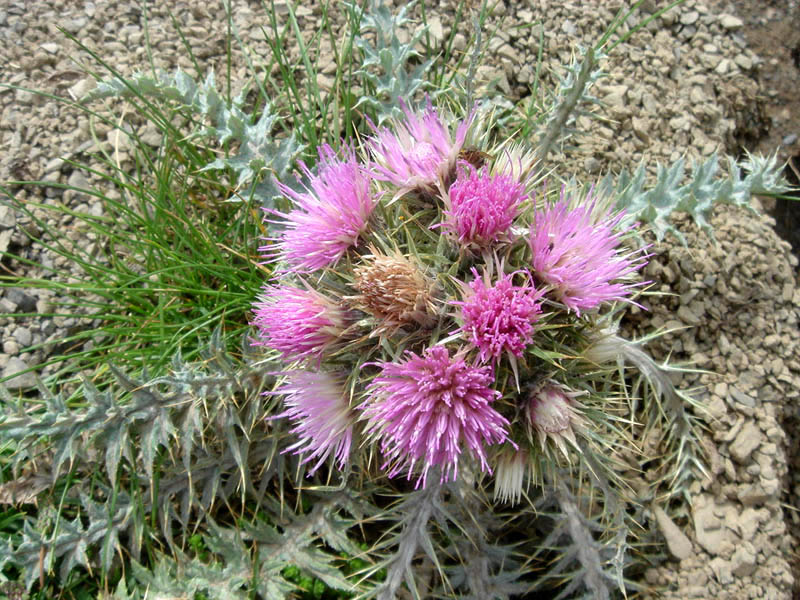
Detalle de la inflorescencia en un individuo subacaule

Carduus carlinoides, el cardo de nevero o también cardo pirenaico, es una especie de planta herbácea del género Carduus de la familia Asteraceae.

## Descripción
Es una planta herbácea perenne, de aspecto blanco-tomentosa por sus largos y araneosos pelos unicelulares que forman un indumento denso y más o menos algodonoso. Tiene tallos cortos que no sobrepasan los 50 cm, erectos, generalmente ramificados en corimbos en su parte superior y que son foliosos, longitudinalmente acostillados y alados en casi toda su longitud, con alas palmatilobadas, provistas de fuertes y largas espinas amarillentas. Las hojas, pelosas en el haz y tomento-algodonosas en el envés, de hasta 35 por 7 cm, son sentadas y decurrentes, de tamaño cada vez más pequeño hasta el ápice de los tallos, pinnatipartidas o pinnatisectas, con 8-20 pares de lóbulos palmatilobados, cada uno a su vez con 3-5 lóbulos triangulares –el central mayor–, agudos, y provistos de largas espinas. Los capítulos se agrupan, apretados, en inflorescencias corimbiformes de 2-7; son sésiles o con cortos pedúnculos densamente tomentosos. El involucro es ovoide-campanulado con 5-7 series de brácteas gradualmente mayores de fuera adentro, las externas triangular-lanceoladas y con espina apical hasta mediocentimétrica, y las medias lanceoladas y estrechas, erectas o erecto-patentes, atenuadas en una espina apical de hasta 7 mm, con dorso araneoso y frecuentemente teñido de un rosa purpúreo; las más internas, mayores que las anteriores, son inermes y apicalmente escariosas y a menudo de color rosa o púrpura. El receptáculo es peloso. Los flósculos, hermafroditas, tienen una corola de unos 1,5-2 cm, rosado-purpúrea, glabra, con tubo blanco mediocentimétrico y el limbo rosado-púrpura, con 5 lóbulos lineares desiguales. El androceo tiene sus 5 estambres con filamentos pelosos y las anteras de color violeta. Los cuerpos de las cipselas miden 1,5-2 mm de largo; son oblongo-obovoides y de color pardo en la madurez; como es la regla para todas las especies del género, son glabros, prácticamente lisos  —solo unos inconspicuos surcos longitudinales más o menos discontinuos—  y son truncados por una placa apical de borde entero redondeado y con nectario central persistente rodeado de un vilano caedizo en bloque, formado por pelos desiguales blancuzcos muy finamente escabridos/denticulados soldados en un anillo basal.

## Distribución y hábitat
Es un endemismo de los Pirineos, en el sur de Francia y norte de España; también en la Cordillera Cantábrica y Sistema Ibérico (Sierra de la Demanda); su única subespecie aceptada, ella, es endémica de la Sierra Nevada (España). Crece en sitios pedregosos y secos, taludes, praderas, gleras y calveros algo nitrificados, en suelos esquistosos desde 900 hasta 3300 m de altitud.

## Taxonomía
Carduus carlinoides fue descrita por Antoine Gouan y publicado en Illustrationes et Observationes Botanicae, ad specierum historiam facientes, p.62 Archivado el 20 de diciembre de 2016 en Wayback Machine., pl.XXIII Archivado el 20 de diciembre de 2016 en Wayback Machine., 1773.

Etimología
- Carduus: nombre genérico derivado del latín cardŭus, -i, «cardo» en el más amplio de sus sentidos, o sea no solo el género Carduus pero también unas cuantas plantas espinosas de diversas familias (Asteraceae, Dipsacaceae, Umbelliferae...).[2] Parece que el vocablo no tiene origen indoeuropeo, pero más bien de un latín provincial de África del actual Túnez -entonces Cartago- donde se empleaba la palabra cerda, c(h)erda (atestada en un Pseudo Dioscórides como χέρδαν) para designar el Cardo corredor; dicho vocablo tendría un origen bereber o púnico desde una raíz «qrd» con la idea de «pinchar, picar» y evolucionaría hasta un cardus y carduus al mismo tiempo que se ampliaría su uso a otras plantas espinosas.[5] Plinio el Viejo, en su Naturalis Historia (19, 54, 152, 153), empleo el vocablo cardus para designar las alcachofas y los cardos de comer, refiriéndose en particular a los cultivados en Cartago y Córdoba («...carduos apud Carthaginem Magnam Cordubamque...»),[6] en lugar de cǐnăra, más clásico, reforzando el probable origen provincial aludido.
- carlinoides: compuesto a partir de Carlina, neologismo latín creado por Linneo para nombrar este género botánico, aludiendo a Carlomagno o Carlos I de España que, según la leyenda, habrían usado una especie de dicho género para librar de la peste a sus huestes, y el sufijo oides, del griego είδος, semejante, con forma de, parecido a, o sea «parecido a la Carlina», pues la especie, a menudo acaule o subacaule, se asemeja bastante a ciertas especies del género Carlina.

Taxones infraespecíficos aceptados
- Carduus carlinoides Gouan subsp. hispanicus (Kazmi) Franco, endemismo muy localizado de Sierra Nevada (Andalusia, España), donde crece en suelos esquistosos en altitudes comprendidas entre 1700 y 3200 m.[2][7][3][2]
Está incluida en la Lista roja de la flora vascular de Andalucía.[8]
- Carduus hispanicus Bory ex DC.
- Carduus paniculatus (Lam.) Dulac, nom. illeg.
- Carduus pyrenaicus (L.) Kazmi
- Carlina pyrenaica L.
- Cirsium hispanicum (Lam.) Font Quer & Rothm.
- Cirsium paniculatum Lam.
- Onopyxus pyrenaeus Bubani, nom. illeg.[9][2]

Citología
Número de cromosomas: 2n = 18.

## Nombres comunes
- Castellano: cardo borriquero, cardo de nevero, cardo pirenaico.[3]